# In the End (singolo The Cranberries)
In the End è il secondo singolo promozionale del gruppo rock irlandese The Cranberries estratto dall'album omonimo. Il brano è anche l'ultima canzone della band che ha confermato che non ne saranno pubblicate altre.